# 李祐 (唐朝節度使)
李祐（8世纪?—829年6月22日），唐朝武将。

## 生平
早年為淮西吳少陽家族割據將領。元和十二年（817年），李愬謀取蔡州時，淮西降將吳秀琳指出欲攻蔡州非李祐不可。李愬遂計擒李祐，並免其臨陣大殺中央軍之死罪，於是李祐誠心輔助李愬奪取蔡州。李祐向李愬獻計：“蔡之精兵皆在洄曲（今河南省商水县西南）及四境拒守，守州城者皆羸老之卒，可以乘虚直抵其城。”李愬以李祐為先導，果然取下蔡州，活捉吴元济。
827年原橫海節度使李全略過世，後其子李同捷叛亂，朝廷命烏重胤為正式橫海節度使圍剿，後烏重胤病死陣中，遂又命李祐為橫海節度使。大和三年（829年）四月李祐攻陷德州（今山东省陵县），城中將卒三千餘人奔鎮州。李同捷向李祐請降，李祐遣大將萬洪入滄州撫眾，叛亂平定。
敬宗時，李祐入朝，被授官左金吾大将军，為朝廷带来良马一百五十匹。侍御史温造弹劾李祐行贿，李祐股戰汗流，說：“吾夜半入蔡州城取吳元濟，未嘗心動，今日膽落於溫御史矣！”

## 延伸阅读
[在维基数据编辑]
 《舊唐書·卷161》，出自刘昫《舊唐書》
 《新唐書·卷214》，出自《新唐書》